# Zé Geraldo (político)
José Geraldo Torres da Silva (São Gabriel, 21 de dezembro de 1961) é um político brasileiro, do estado do Pará.

## Biografia
Foi eleito deputado federal em 2014, para a 55.ª legislatura (2015-2019), pelo Partido dos Trabalhadores. Como deputado federal, votou contra a admissibilidade do processo de impeachment de Dilma Rousseff. Já durante o Governo Michel Temer, votou contra a PEC do Teto dos Gastos Públicos. Em abril de 2017 foi contrário à Reforma Trabalhista. Em agosto de 2017 votou a favor do processo em que se pedia abertura de investigação do presidente Michel Temer.